# Marcel Casellas i Navinés
Marcel Casellas i Navinés (Esplugues de Llobregat, 1954) és contrabaixista, compositor i pedagog de la música tradicional. Des de 1978, ha participat en una norantena de compactes que inclouen estils musicals molt eclèctics: cançó, folk, cobla, jazz, música electrònica, pop-rock, sardana… Exerceix de professor d'Improvisació i Acompanyament de la Música Tradicional i Conjunt d'arrel-fusió a l'Escola de Música de Catalunya (ESMUC). Formà part de l'equip que creà l'Aula de Música Tradicional i Popular (1992), de la qual fou director fins al 2003.

## Interessos musicals
Ha participat una quarantena de projectes musicals, sigui com a intèrpret, compositor o productor. És un dels impulsors (juntament amb Jaume Arnella, Jordi Fàbregas i d'altres) de la recuperació de la música tradicional catalana després del franquisme. Com a intèrpret, ha participat en treballs de la Nova Cançó: Marina Rossell, Joan Isaac, Miquel Pujadó, Guillermina Motta… La trajectòria musical de Casellas inclou la creació i lideratge de formacions reconegudes, com ara Transardània (1992), La Principal del Metro (1993-99), Casellas Sextet Folk (1996-99), La Principal de la Nit (2014-12), Cobla Catalans dels Sons Essencials (2011-Actualitat) iCobla del Salt de la Nina, aquesta darrera juntament amb Jordi Molina. Ha participat en projectes col·lectius, com ara l'Orquestrina Galana (1982-86), el Quintet Fibonnaci (1990-91) o Mesclat (2002-07).

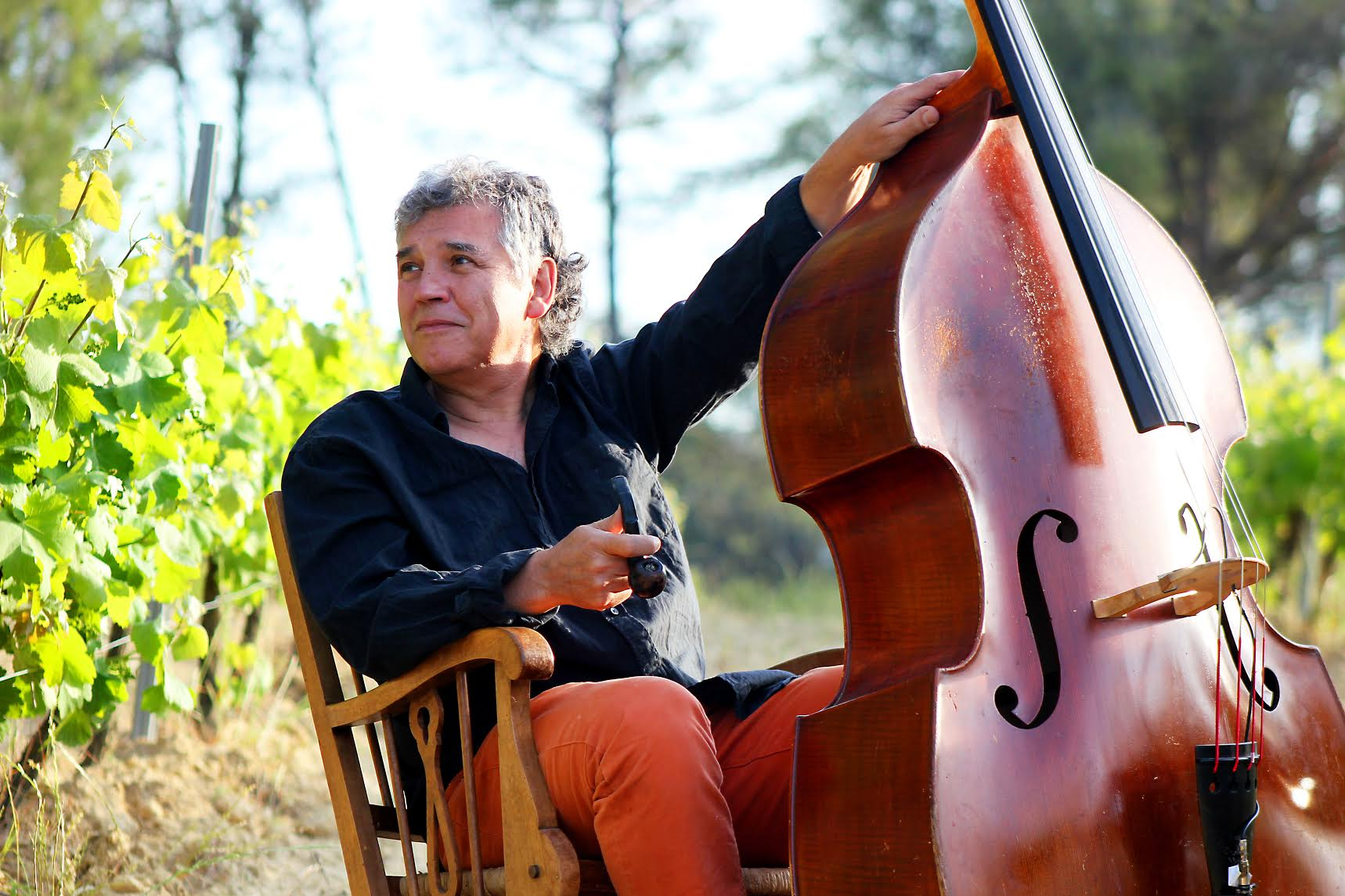
Marcel Casellas

També ha fet alguna incursió en el món de la música cambrística o simfònica (música per a piano, quartets de corda, banda, orquestra…). Ha compost una vintena de sardanes i diverses obres per a cobla.

## Concepció musical
La rumba, el ball pla, la jota i el contrapàs, així com tots els aires i gèneres emparentats o que se'n deriven (rebatuts, sardanes curtes, llargues, mitjanes, trans-, -noves…, fandangos i havaneres), són segons Casellas el pal de paller del repertori que fa bellugar la nostra terra. Els seus principals projectes musicals consisteixen a agafar sons i ritmes moderns i revestir-los d'una estructura musical arquetípica catalana. Casellas defensa que la tradició no s'ha de modernitzar ràpidament i artificial, ja que ella té el seu propi ritme, gràcies a déu força pausat, sinó que són els sons moderns qui haurien de recollir el llegat històric del propi país. Els grups musicals que practiquen estils contemporanis —jazz, ska, pop, reggae, hip-hop, electrònics…— haurien de tenir un cert grau de presa de terra.
En els darrers anys de carrera musical, els projectes de Casellas han explorat els anomenats «gèneres esporògens», definits com aquells queconviden l'oient a moure’s a la catalana. En el llibre-disc La merceria (2002) afirma: «No puc concebre la música sense el ball. Això és una perogrullada si parlem de música destinada a ballar, sigui un ball de nans, de gegants, de gitanes…, d'envelat o bé un ballet… però en l'actualitat es compon molta música creada amb altres finalitats. La majoria de les músiques que he compost han nascut amb la finalitat de ser ballades». En la mateixa publicació, afirma que la sardana, la jota, el ball pla, els rebatuts i el contrapàs són els gèneres de ball que més m’atrauen.
A través de La nostra estimada sardana, llibre que segueix el guió de quinze sardanes, Casellas repassa la seva trajectòria i evolució musical. El llibre (Onix Editors, 2015) és una obra redactada per Marcel Casellas i il·lustrada per Mariona Millà. Casellas hi intercala articles que relaten la motivació que el va empènyer a crear les disset sardanes que integren el recull, amb el record personal de diversos projectes que ha format part (Marina Rossell, La Cobla Cotó Fluix, Orquestrina Galana, Transardània, La Principal del Metro, Principal de la Nit – So Insistent i La Cobla Catalana dels Sons Essencials). Es tracta del segon recopilatori de l'obra musical de Casellas. El compositor espluguí concep aquest projecte amb la voluntat de mostrar la seva faceta més convencional. Seguint l'esquema de la primera proposta biogràfica, La Merceria, l'autor explica l'objectiu i el context en què va escriure cadascuna de les sardanes. En aquest sentit, segons el butlletí Infordana, el llibre reflexiona «sobre la sardana i la seva relació d'amor-odi amb altres músiques i expressions culturals. La seva intenció és reivindicar la modernitat i normalitat de la cobla a la nostra vida.

## Presa de terra
La presa de terra és un concepte musical proposat per Casellas, definit comla manifestació conscient de catalanitat en qualsevol activitat festiva. La quantitat de presa de terra en un concert o espectacle es mesura mitjançant quatre tipus d'indicadors principals: lingüístics (parlar o cantar en llengua catalana), tímbrics (usar instruments genuïns del país com la gralla o la dolçaina), melòdics (incorporar melodies tradicionals a les cançons) i de moviment corporal (ser acompanyats per balls autòctons, com ara la jota, el ball pla…).
Casellas apunta que la presa de terra ha augmentat en les festes de caràcter tradicional, especialment en les vessants lingüística, tímbrica i melòdica. Per altra banda, considera que la seva presència «no es reflecteix tant en la festa quotidiana (…), que sota una pretesa universalitat (altres vegades espanyolitat), continua essent impersonal, provinciana…» Així mateix, desitja que la música catalana moderna aspiri a combinar trets musicals universals amb els genuïns de Catalunya.
Per esquematitzar millor els seus posicionaments al respecte, Casellas va redactar el Manifest esporogen. Més enllà de definir les característiques principals que defineixen lapresa de terra, el Manifest focalitza la seva atenció en la música esporògena, considerada tota aquella que «en una situació festiva, a més de garantir una bonapresa de terra, posa un èmfasi especial en els paràmetres referents al ball i al moviment».

## Projectes i discografia

### Anys d'iniciació (1982-1991)
- Orquestrina Galana

Orquestrina Galana (1982, PDI, C-30494)
Ball amable (1983, PDI, C-30497)
Canvi de parella (1984, PDI, C-30394)
Aquesta nit tu i jo podem somniar (1985, PDI, E-30.1026)
No despertaràs el son dels càtars (1986, PICAP, 10 0033)
- Visca la Terra (disc) (1987, Fioredisc, FSG-006)

- Quintet Fibonacci

Tradicionàrius. 3r cicle (1990, Tram, TRM 0001/2-A)
Quintet Fibonnaci (1991, Tram, TRM 0014/A)
Tradicionàrius. 4r cicle (1991, Tram, TRM 0012/2) 

### Anys de consolidació (1992-1999)
- Transardània (disc) (1992, Tram, TRM002 A)

- La Principal del Metro

Tradicionàrius 93 (1993, Tram, TRM 0030CD)
Tradicionàrius 7è cicle (1994, Tram, TRM 0036CD2)
Tradicionàrius 8è cicle (1995, Tram, TRM 0051CD2)
Tradicionàrius 9è cicle (1996, Tram, TRM 0621CD2)
Balls de Gitanes del Baix Montseny (1999, Tram, TRM0112CD) 
- Casellas Sextet Folk

El Neomodernista (1996, Tram, TRM0068CD)
Eròtic Giust (1999, l'E. Digitale, ED 13102)

### Anys d'experimentació (2000-Actualitat)
- La Principal de la Nit

L'Envelat Violeta (2004, Discmedi, DM 906 02)
El Cremallera de Núria (2006, Discmedi, DM 4202 02)
El Club del BGI (2008, Discmedi, 910686 11)
- Estramp Jaç

Del Pirineu a l'Atles (2008, Errabal, ER023)
- Mesclat

Mesclat (2002, Discmedi, DM 640 02)
Manilla (2004, Discmedi, DM 985 02)
Cròniques colonials (2007, Música global, 66507) 
- Cobla Catalana dels Sons Essencials

Cobla Catalana dels Sons Essenc ials (2012, Autoedició) 
Terra d'Espores (2014, Picap)
L'Aloja (2016, Discmedi)
- Marcel Casellas Trio